# Culan (Cher)
Pour les articles homonymes, voir Culan.
Culan est une commune française située à l'extrémité sud du département du Cher en région Centre-Val de Loire.

## Géographie

### Description
La commune de Culan est située à l'extrême pointe sud du département du Cher au nord de la région naturelle de la Châtaigneraie. C'est un pays vallonné, de bocage, encore que les « bouchures » (haies) et les « têteaux » (chênes étêtés aux branches taillées près du tronc, leur donnant une allure de poteau) sont souvent sacrifiés pour agrandir les champs et faciliter la culture.
Le village est traversé par la D 943, qui relie Montluçon à Châteauroux, et la D 997 qui relie Saint-Amand-Montrond à Boussac. Deux routes secondaires relient Culan aux localités avoisinantes : la D 4 vers Meaulne et la D 65 vers Le Châtelet.
Il est desservie par la ligne F du Réseau de mobilité interurbaine.
L'aérodrome le plus proche est celui de Montluçon - Domérat situé à une trentaine de kilomètres.
Culan est située sur le GR 41.

### Hydrographie
La commune est baignée par l'Arnon. En amont, a été construit un barrage au lieu-dit les Chetz, sur la commune de Sidiailles, dont la retenue de 90 hectares alimente en eau potable 20 000 habitants répartis sur une quarantaine de communes.

### Climat
Pour des articles plus généraux, voir Climat du Centre-Val de Loire et Climat du Cher.
En 2010, le climat de la commune est de type climat océanique dégradé des plaines du Centre et du Nord, selon une étude du CNRS s'appuyant sur une série de données couvrant la période 1971-2000. En 2020, Météo-France publie une typologie des climats de la France métropolitaine dans laquelle la commune est dans une zone de transition entre le climat océanique altéré et le climat de montagne ou de marges de montagne et est dans la région climatique  Ouest et nord-ouest du Massif Central, caractérisée par une pluviométrie annuelle de 900 à 1 500 mm, maximale en automne et en hiver.
Pour la période 1971-2000, la température annuelle moyenne est de 11,3 °C, avec une amplitude thermique annuelle de 15,7 °C. Le cumul annuel moyen de précipitations est de 788 mm, avec 11,3 jours de précipitations en janvier et 7,8 jours en juillet. Pour la période 1991-2020, la température moyenne annuelle observée sur la station météorologique la plus proche, située sur la commune de Châteaumeillant à 11 km à vol d'oiseau, est de 11,9 °C et le cumul annuel moyen de précipitations est de 799,3 mm,. Pour l'avenir, les paramètres climatiques de la commune estimés pour 2050 selon différents scénarios d'émission de gaz à effet de serre sont consultables sur un site dédié publié par Météo-France en novembre 2022.

## Urbanisme

### Typologie
Au 1er janvier 2024, Culan est catégorisée commune rurale à habitat dispersé, selon la nouvelle grille communale de densité à 7 niveaux définie par l'Insee en 2022.
Elle est située hors unité urbaine et hors attraction des villes,.

### Occupation des sols
L'occupation des sols de la commune, telle qu'elle ressort de la base de données européenne d’occupation biophysique des sols Corine Land Cover (CLC), est marquée par l'importance des territoires agricoles (91,2 % en 2018), une proportion sensiblement équivalente à celle de 1990 (91,8 %). La répartition détaillée en 2018 est la suivante : 
prairies (39,2 %), terres arables (39 %), zones agricoles hétérogènes (12,9 %), forêts (5,5 %), zones urbanisées (3,3 %).
L'évolution de l’occupation des sols de la commune et de ses infrastructures peut être observée sur les différentes représentations cartographiques du territoire : la carte de Cassini (XVIIIe siècle), la carte d'état-major (1820-1866) et les cartes ou photos aériennes de l'IGN pour la période actuelle (1950 à aujourd'hui).

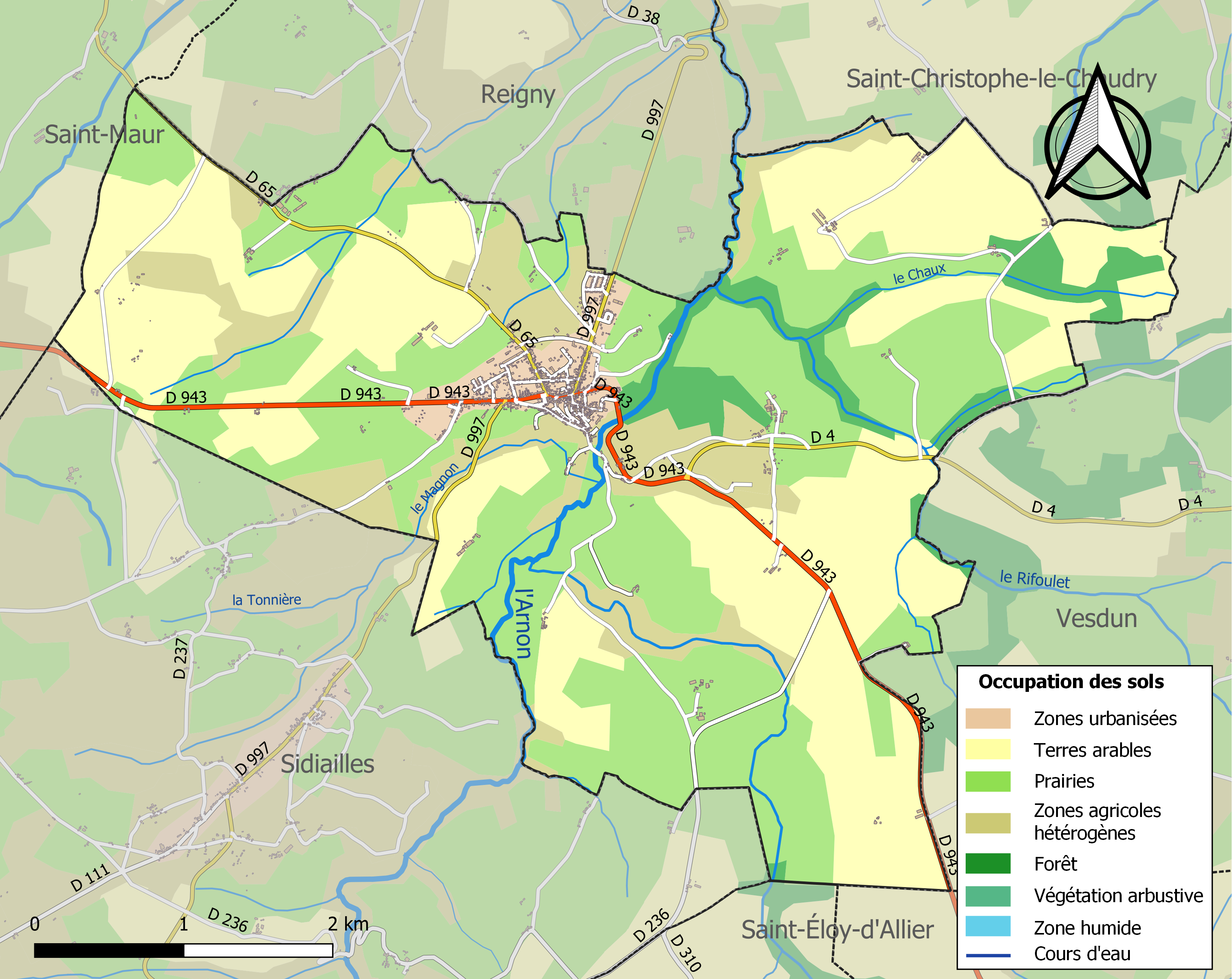
Carte des infrastructures et de l'occupation des sols de la commune en 2018 (CLC).

### Lieux-dits, hameaux et écarts
Prahas, à 1,5 km à l'est du chef-lieu, ancien siège de la paroisse jusqu'au début du XVIIe siècle. Aujourd'hui chapelle Saint-Vincent, à proximité de laquelle se trouve toujours le cimetière de la commune. Ce lieu de culte donnait lieu à un pèlerinage. Prahas était anciennement le siège d'une seigneurie, qui appartenait, à la veille de la Révolution, à Jean Baptiste Desjobert, notaire royal, bailli de la justice de Culan, anobli par une charge de secrétaire du roi. L'un de ses fils, Jean Baptiste Desjobert de Prahas (1752-1836), qui fut maire de Culan, en prit le nom. La petite-fille de celui-ci, Ombeline (1834-1898), hérita du domaine de Prahas et le transmit à la famille Duchier de Jupille ; il est encore entre les mains de ses descendants.

### Risques majeurs
Le territoire de la commune de Culan est vulnérable à différents aléas naturels : météorologiques (tempête, orage, neige, grand froid, canicule ou sécheresse), mouvements de terrains et séisme (sismicité faible). Il est également exposé à deux risques technologiques, le transport de matières dangereuses et la rupture d'un barrage, et à un risque particulier : le risque de radon. Un site publié par le BRGM permet d'évaluer simplement et rapidement les risques d'un bien localisé soit par son adresse soit par le numéro de sa parcelle.

#### Risques naturels

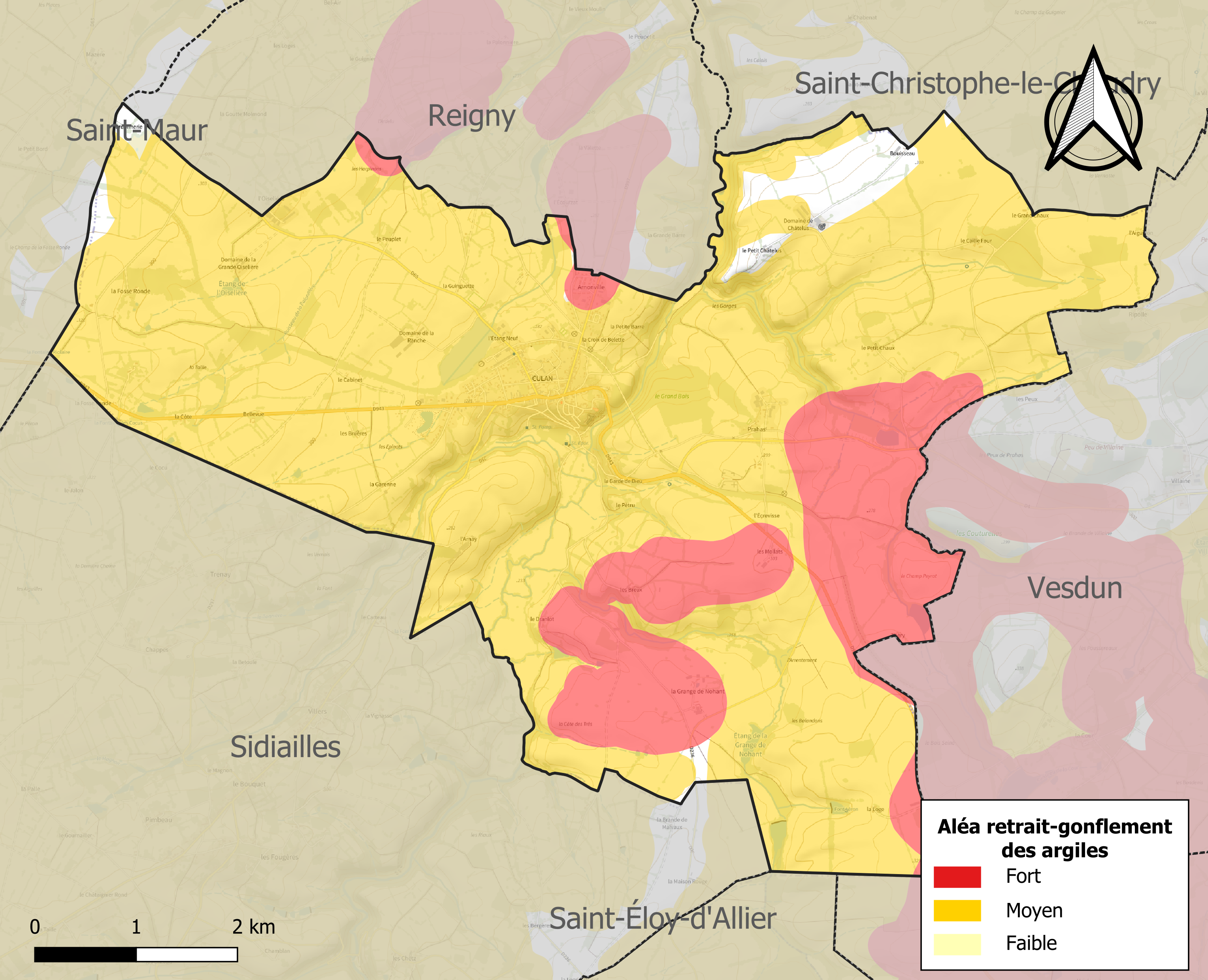
Carte des zones d'aléa retrait-gonflement des sols argileux de Culan.

La commune est vulnérable au risque de mouvements de terrains constitué principalement du retrait-gonflement des sols argileux. Cet aléa est susceptible d'engendrer des dommages importants aux bâtiments en cas d’alternance de périodes de sécheresse et de pluie. 97 % de la superficie communale est en aléa moyen ou fort (90 % au niveau départemental et 48,5 % au niveau national). Sur les 514 bâtiments dénombrés sur la commune en 2019, 509 sont en aléa moyen ou fort, soit 99 %, à comparer aux 83 % au niveau départemental et 54 % au niveau national. Une cartographie de l'exposition du territoire national au retrait gonflement des sols argileux est disponible sur le site du BRGM,.
Concernant les mouvements de terrains, la commune a été reconnue en état de catastrophe naturelle au titre des dommages causés par la sécheresse en 2018 et 2019 et par des mouvements de terrain en 1999.

#### Risques technologiques
Le risque de transport de matières dangereuses sur la commune est lié à sa traversée par des infrastructures routières ou ferroviaires importantes ou la présence d'une canalisation de transport d'hydrocarbures. Un accident se produisant sur de telles infrastructures est en effet susceptible d’avoir des effets graves au bâti ou aux personnes jusqu’à 350 m, selon la nature du matériau transporté. Des dispositions d’urbanisme peuvent être préconisées en conséquence.
La commune est en outre située en aval du barrage de Sidiailles, de classe A. À ce titre elle est susceptible d’être touchée par l’onde de submersion consécutive à la rupture de cet ouvrage.

#### Risque particulier
Dans plusieurs parties du territoire national, le radon, accumulé dans certains logements ou autres locaux, peut constituer une source significative d’exposition de la population aux rayonnements ionisants. Toutes les communes du département sont concernées par le risque radon à un niveau plus ou moins élevé. Selon la classification de 2018, la commune de Culan est classée en zone 2, à savoir zone à potentiel radon faible mais sur lesquelles des facteurs géologiques particuliers peuvent faciliter le transfert du radon vers les bâtiments.

## Toponymie
Le château, indiqué comme cuslenum castro dès le XIIe siècle, tirerait son nom d'une racine très ancienne, *Kul, signifiant hauteur ou défense. La forme a évolué au cours des siècles de Cuslenc vers Culant puis Culan.

## Histoire

### Moyen Âge
La paroisse était située à l’origine à Prahas, jusqu’à la construction du château de Culan. Le château a créé un pôle d’attraction, et le village s’est petit à petit presque entièrement déplacé, jusqu’à ce que le village d’origine ne soit qu’un simple hameau.

### Époque contemporaine
Au cours de la Révolution française, la commune porta provisoirement le nom d'Arnon-Libre.
Culan était située sur la ligne de Châteauroux à La Ville-Gozet (et à Montluçon-Ville) aujourd'hui déferrée entre La Châtre et La Ville-Gozet. Le bâtiment voyageur de l'ancienne gare et le viaduc perpétuent le souvenir de cette ligne ouverte en 1884 et fermée à tout trafic en 1987.

### Seconde Guerre mondiale

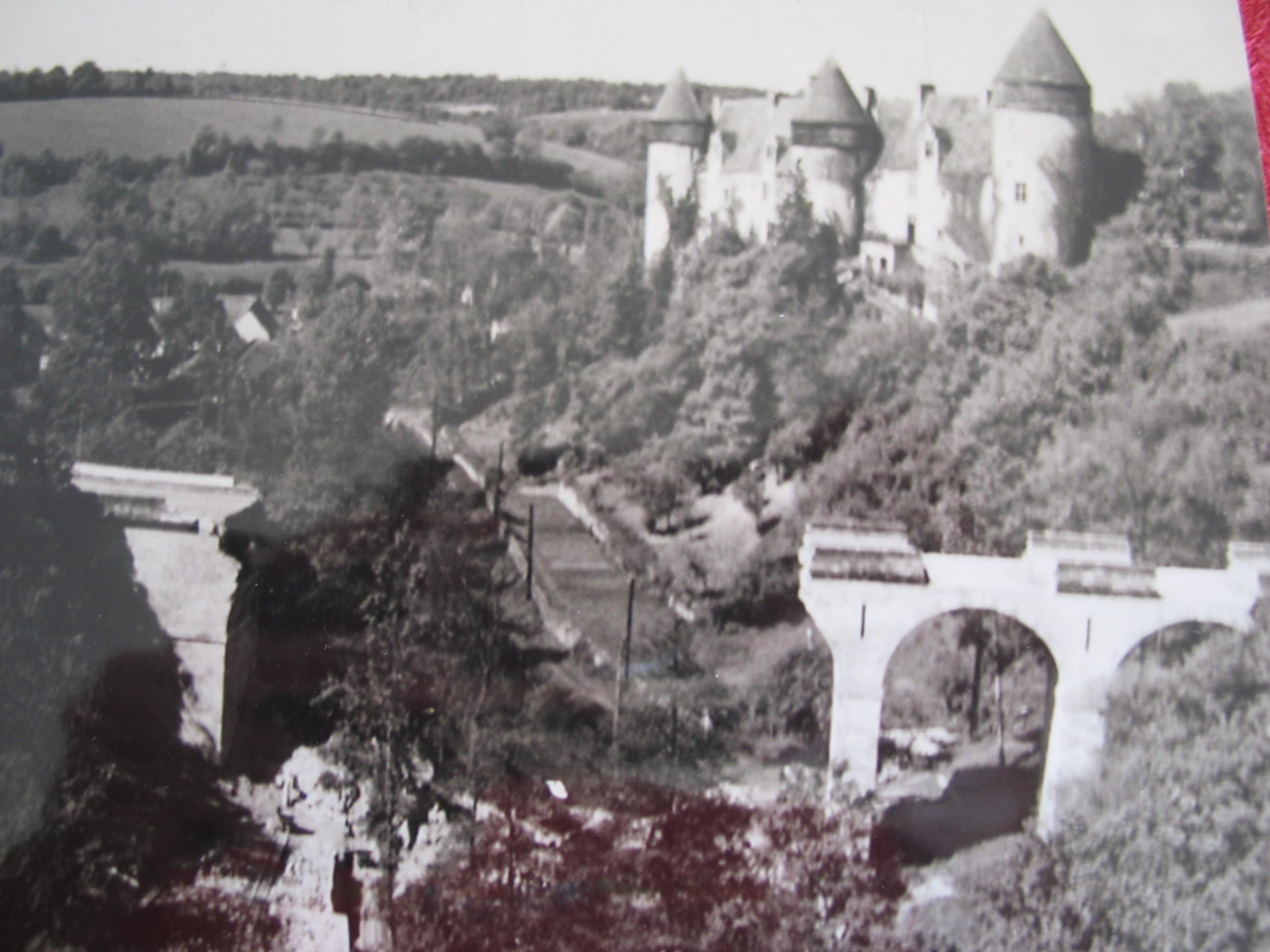
Pont de Culan, dynamité en juin 1944.

Lors des combats de la Libération de la France, afin de retarder les troupes allemandes du sud-ouest qui remontaient vers la Normandie ou qui se repliaient vers l’Allemagne, les réseaux de la Résistance ont fait sauter des ponts routiers. Celui de Culan, qui permet à la RN 143 d'enjamber l'Arnon devant la forteresse, a été dynamité une nuit de juin 1944. Une arche s’est écroulée, empêchant tout passage. En amont de l’Arnon, à 500 mètres à vol d’oiseau, le pont « romain » a également été dynamité. En revanche le viaduc, situé à 200 mètres en aval, n'a pas été saboté, la ligne de train ne présentant pas d'intérêt stratégique[réf. nécessaire].
Les troupes allemandes, qui arrivaient de Montluçon, ont donc été obligées de traverser à gué la rivière, réquisitionnant des chevaux pour tirer leurs matériels. Elles ont séjourné à Culan moins de 24 heures, sans commettre d’autres exactions que de menus vols de nourriture. Une deuxième arche du pont devait s’écrouler par la suite. Il a été reconstruit à l’identique dès la fin de la guerre[réf. nécessaire].

## Population et société

### Démographie
L'évolution du nombre d'habitants est connue à travers les recensements de la population effectués dans la commune depuis 1793. Pour les communes de moins de 10 000 habitants, une enquête de recensement portant sur toute la population est réalisée tous les cinq ans, les populations de référence des années intermédiaires étant quant à elles estimées par interpolation ou extrapolation. Pour la commune, le premier recensement exhaustif entrant dans le cadre du nouveau dispositif a été réalisé en 2005.

En 2022, la commune comptait 777 habitants, en évolution de +7,47 % par rapport à 2016 (Cher : −2,48 %, France hors Mayotte : +2,11 %).
| 1793 | 1800 | 1806 | 1821 | 1831  | 1836  | 1841  | 1846  | 1851  |
| ---- | ---- | ---- | ---- | ----- | ----- | ----- | ----- | ----- |
| 916  | 857  | 588  | 987  | 1 169 | 1 210 | 1 139 | 1 282 | 1 286 |

| 1856  | 1861  | 1866  | 1872  | 1876  | 1881  | 1886  | 1891  | 1896  |
| ----- | ----- | ----- | ----- | ----- | ----- | ----- | ----- | ----- |
| 1 248 | 1 181 | 1 192 | 1 292 | 1 402 | 1 820 | 1 600 | 1 607 | 1 529 |

| 1901  | 1906  | 1911  | 1921  | 1926  | 1931  | 1936  | 1946  | 1954  |
| ----- | ----- | ----- | ----- | ----- | ----- | ----- | ----- | ----- |
| 1 534 | 1 533 | 1 510 | 1 309 | 1 266 | 1 273 | 1 254 | 1 285 | 1 212 |

| 1962  | 1968  | 1975  | 1982  | 1990 | 1999 | 2005 | 2006 | 2010 |
| ----- | ----- | ----- | ----- | ---- | ---- | ---- | ---- | ---- |
| 1 359 | 1 310 | 1 164 | 1 055 | 932  | 822  | 829  | 812  | 791  |

| 2015 | 2020 | 2022 | - | - | - | - | - | - |
| ---- | ---- | ---- | - | - | - | - | - | - |
| 728  | 767  | 777  | - | - | - | - | - | - |

### Enseignement
Culan dispose[Quand ?] d'une école maternelle, d'une école primaire et d'une cantine.
Pour le collège, les enfants sont scolarisés à Châteaumeillant ; pour le lycée avec internat à Saint-Amand-Montrond ou à Montluçon à 33 kilomètres. Les villes universitaires les plus proches sont, dans l'ordre, Clermont-Ferrand, Limoges, Orléans, Poitiers et Tours.

### Sports
Le saut à l'élastique est une activité sportive qui se pratique depuis le viaduc, face au château de Culan. Le saut s'effectue depuis l'arche la plus haute du viaduc, d'une hauteur de 55 mètres,.

### Vie associative
Divers clubs et associations : football, cyclisme, club du troisième âge, bibliothèque, société philatélique…

### Manifestations culturelles et festivités
- Fête du pont » le 1er dimanche de septembre, suivie le lendemain par le « grand prix cycliste des deux ponts ». Autres fêtes de la région : les « Grattons » à Châteaumeillant et plus tard dans la saison « les Orval » (les foires d'Orval) qui animent Saint-Amand-Montrond.

## Économie
- Bourg rural, Culan organisait deux grandes foires annuelles : celle de « la louée », à la fin du printemps, où les petites gens de la campagne venaient louer pour une année leurs services aux propriétaires (aujourd'hui on dirait : saisonniers). Et la principale, celle du « 10-de -Mai », lors de laquelle s'échangeaient sur le champ de foire les troupeaux de moutons, les porcs, les volailles et en général la production agricole du canton, ainsi que les produits issus de l'artisanat et du commerce local. Cette foire est restée très active jusqu'au milieu des années 1970. Une autre foire, sorte de seconde chance pour les « invendus », se déroulait dans les mêmes conditions le 25 mai. Ces rendez-vous ont progressivement perdu de leur importance. Aujourd'hui, seule subsiste la foire du « 10-de-Mai » qui se déroule en fait le dimanche le plus proche de cette date. Les bovins et les ovins se vendent désormais au "Cadran" de Châteaumeillant (il s'agit d'une sorte de vente aux enchères électronique : les animaux sont présentés sur un ring, les enchérisseurs appuient sur un bouton dissimulé sous leur pupitre, les prix s'affichent au cadran. Tous les lundis matin pour les bovins et un vendredi sur deux pour les ovins).
- Dans les années 1980, il y avait encore à Culan deux chemiseries qui employaient plusieurs dizaines de mécaniciennes en confection. Ces fabriques travaillaient "à façon" (sur commande). Elles sont aujourd'hui fermées, victimes comme toute la branche textile de la concurrence mondiale et de la course aux bas prix.
- Région d'élevage du mouton (un proverbe dit « 99 moutons et un Berrichon ça fait 100 bêtes ») et du bœuf charolais. Cultures également (blé, maïs, colza) amenées à la coopérative agricole. Depuis les années 1990, retour de l'élevage des chevaux et des ânes (le grand noir du Berry) : effet de mode ou phénomène durable ?
- Depuis le début des années 2000, attirés par des prix immobiliers très accessibles et par la proximité de l'autoroute A 71 Clermont-Ferrand - Bourges - Vierzon (échangeurs à Saint-Amand-Montrond-Orval en venant du nord et à Vallon-en-Sully ou Montluçon en venant du sud), des Européens (Néerlandais, Britanniques) achètent dans les environs des maisons et fermettes pour en faire des résidences secondaires ou principales (pour la retraite). Car si cette région est très agréable avec de jolis paysages bocagers, les possibilités d'emploi y sont limitées, ce qui explique le lent et régulier déclin démographique de cette commune et de ses environs.

## Culture locale et patrimoine

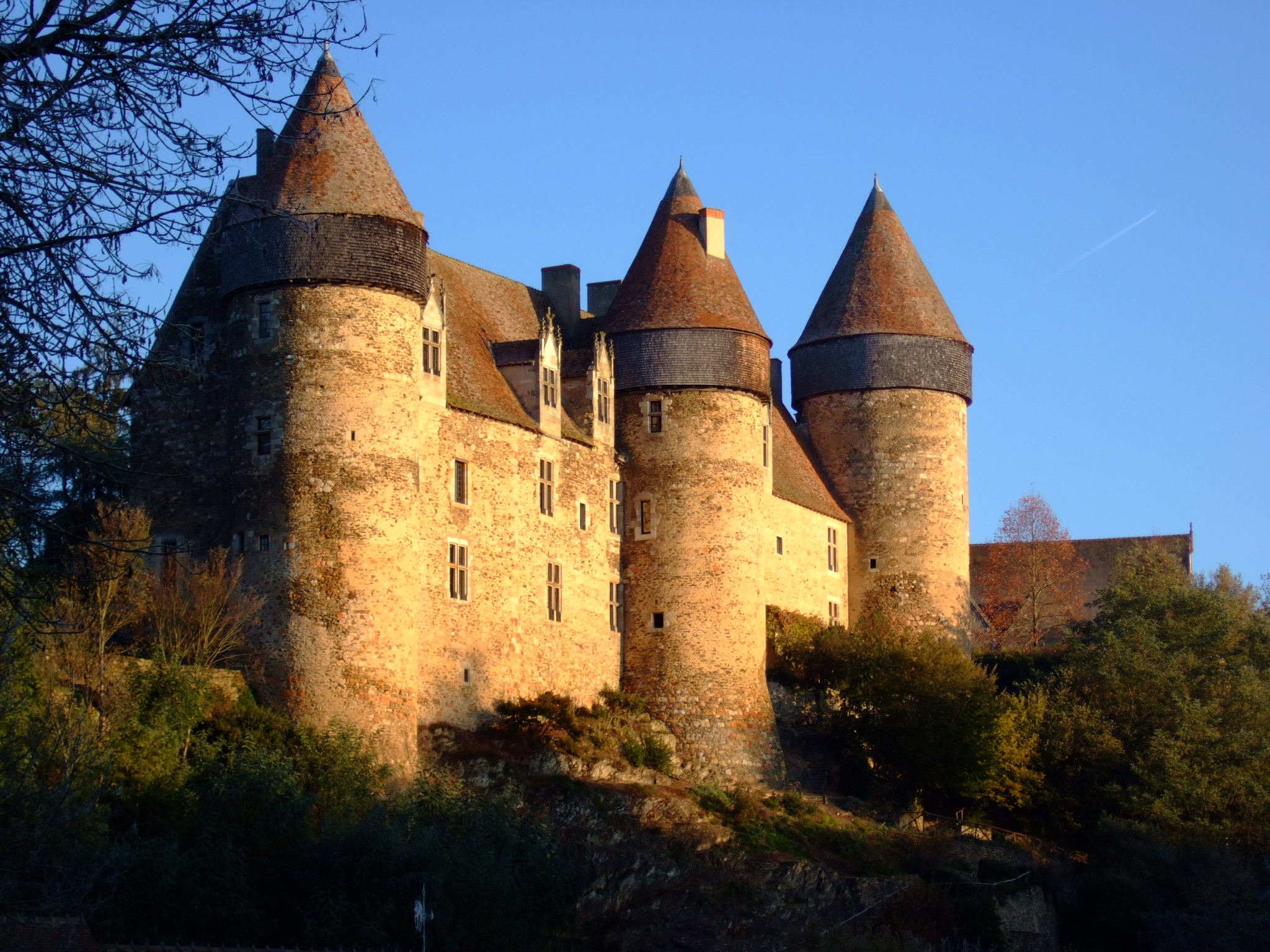
Le château de Culan.

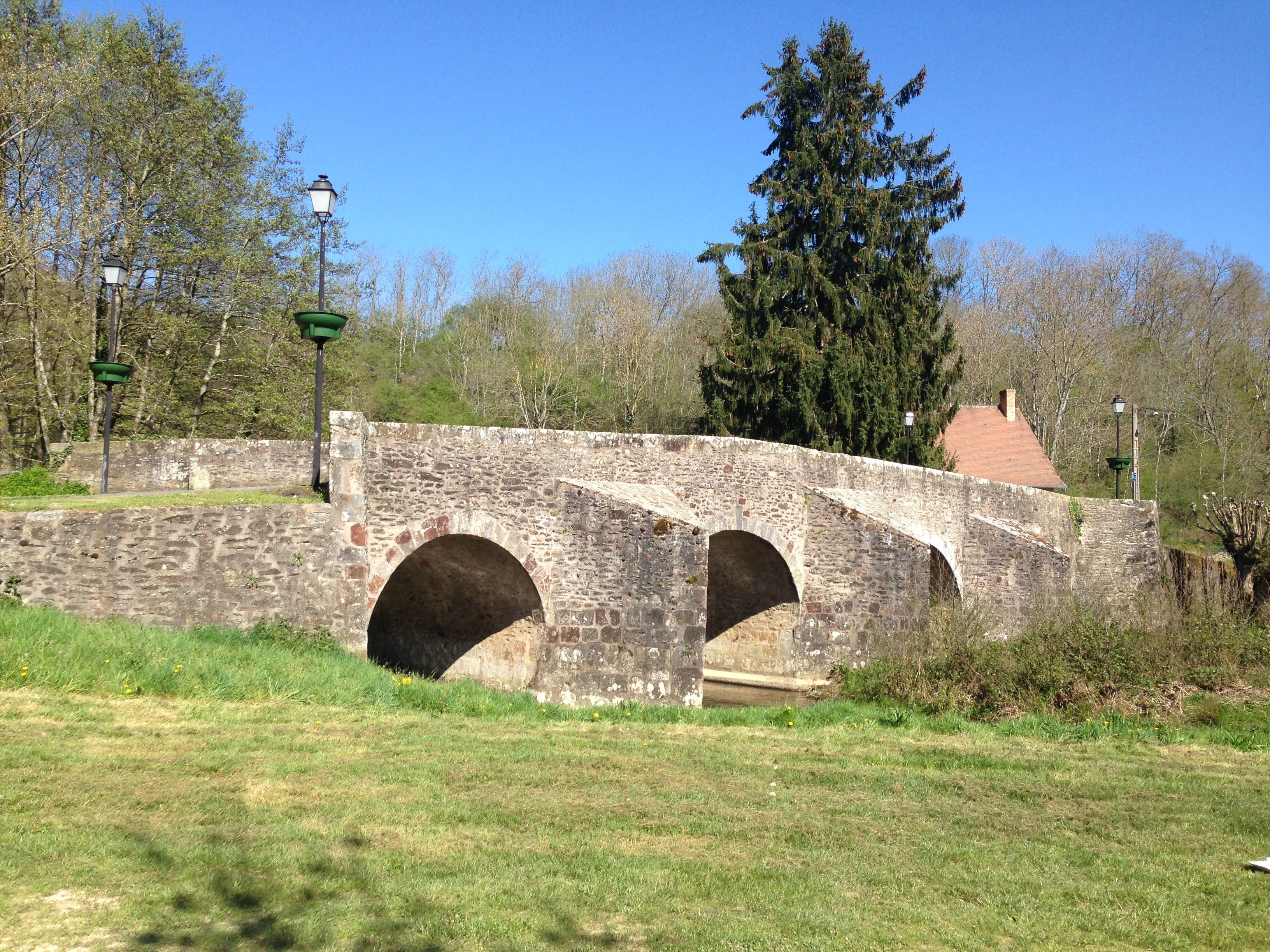
Le pont Vieux du XVIIe siècle.

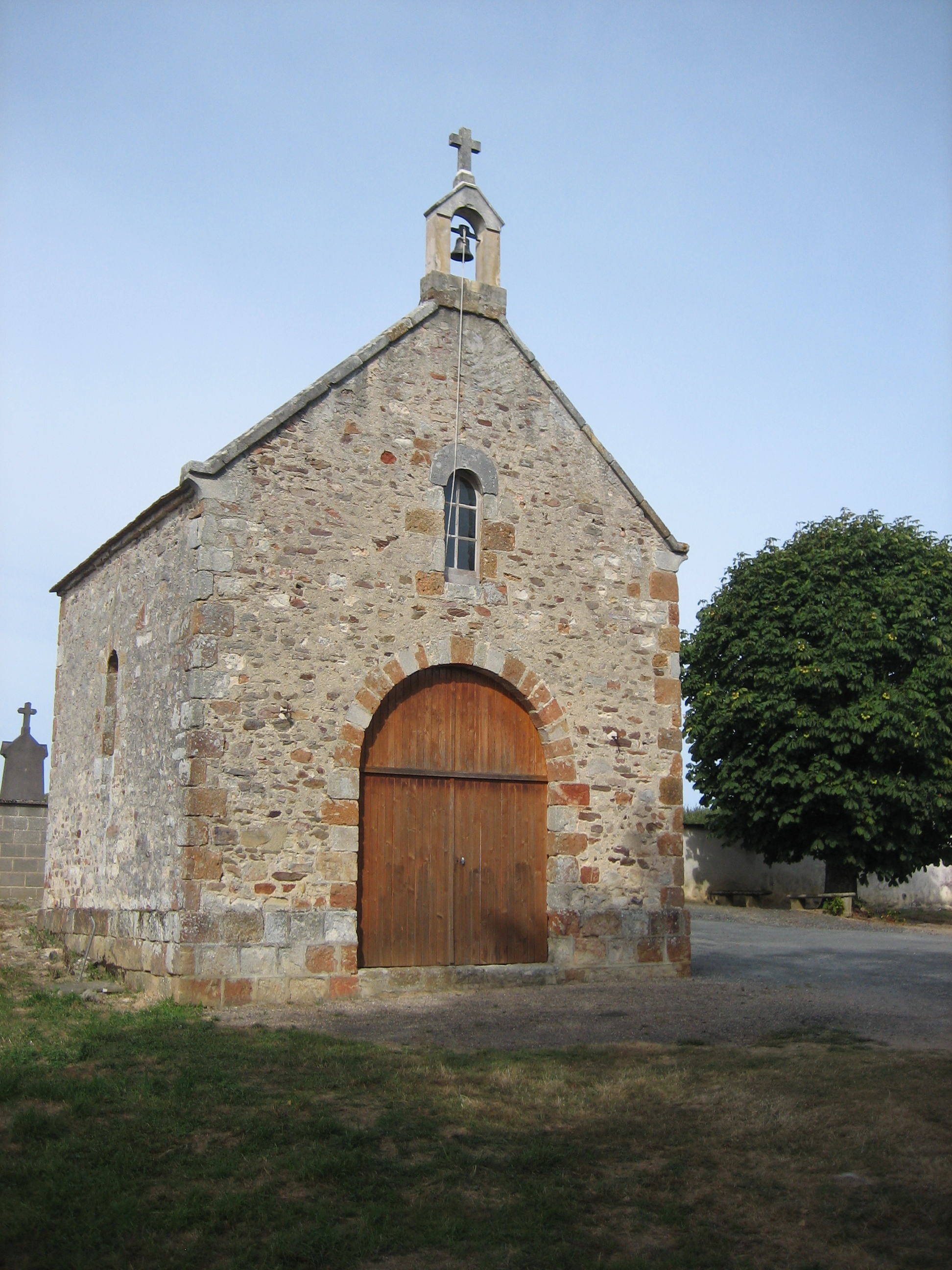
La chapelle du cimetière, à Prahas.

### Lieux et monuments
- Le château de Culan est la principale attraction touristique qui draine chaque année des milliers de visiteurs. La forteresse (construite à partir du XIIe siècle) se dresse fièrement sur le rocher qui surplombe la rivière. Ses remarquables hourds d'époque constituent un grand intérêt tant au point de vue historique qu'architectural[39]. Le château est classé et partiellement inscrit au titre des monuments historiques en 1926 et 1956[40].
- À proximité du château de Culan, dans des ruelles pentues, quelques belles maisons du Moyen Âge.
- Le pont routier : au début du XIXe siècle l'État modernise la route nationale de Tours à Clermont-Ferrand. Dans la traversée de Culan, le pont enjambant l'Arnon est achevé en 1843, les expropriations des terrains ayant débuté en 1818. Avant cet ouvrage d'art, la route passait dans le faubourg en longeant les remparts au sud et en passant sur le pont "romain".
- Le pont Vieux : il enjambe l'Arnon sur l'ancienne route La Châtre - Montluçon. D'origine médiévale, reconstruit au XVIIe siècle et restauré au XIXe siècle. Inscrit aux Monuments historiques en 1986[41].
- Le viaduc en pierre surplombe le château de Culan. Il offre une belle vue sur la vallée de l'Arnon, le village et la forteresse. Ce viaduc comporte deux tronçons, l'un de cinq arches, le second de onze, certains piliers s'enfoncent à cinquante mètres dans le sol. Il a été construit en 1883 pour la ligne de Châteauroux à La Ville-Gozet ouverte l’année suivante. Elle est fermée en 1987, ne recevant les dernières années de son exploitation que des trains de marchandise. Elle est aujourd'hui une propriété privée. Les rails ont été enlevés, les maisons de garde-barrière vendues, ainsi que le bâtiment voyageurs de la gare de Culan. L’emprise des voies est au fil du temps grignotée par les jardins, la campagne et les ronces.
- L'église est dédiée à saint Vincent. C’était autrefois la chapelle du château, réservée aux seigneurs. Elle est citée dans une bulle papale de 1115. Y subsistent des chapiteaux du XIIe siècle. En 1624, construction du clocher pour le prince de Condé, seigneur de Culan. En 1630, elle devient église paroissiale. Les chapelles latérales sont des rajouts tardifs. D'importantes rénovations ont été menées à la fin du XIXe siècle. À l’intérieur, un harmonium sans intérêt dont les sonorités font offense aux tympans délicats.
- Il existait depuis le XIIe siècle un prieuré dépendant de l'abbaye de Déols au lieu-dit Prahas. Il a servi d'église paroissiale jusqu'en 1630. À cette date, le prince de Condé obtint de l'évêque que la chapelle du château devienne église paroissiale de Culan. Le prieuré de Prahas fut maintenu jusqu'à la Révolution, en 1714 ses cloches furent descendues et transportées dans l'église de Culan. Le prieuré a été démoli au début du XXe siècle et remplacé par une petite chapelle, à l'entrée du cimetière communal. La dévotion à Notre-Dame de Prahas fait l'objet d'un pèlerinage annuel[42].
- La gare (aujourd'hui maison privée), construite en 1884.
- La mairie, place Saint-Ursin, construite en 1863.
- La poste : construite route de Saint-Amand en 1894, est devenue une maison particulière. Le bureau actuel a été réalisé à la fin des années 1960 sur la place du Champ-de-Foire.
- Camping. Un étang d'une dizaine d'hectares (baignade interdite, pêche autorisée), un camping municipal, un office de tourisme sur le foirail, un point accueil pour camping-car, tous commerces et professions médicales. À une dizaine de kilomètres, la retenue d'eau de Sidiailles dans un site pittoresque et protégé permet baignade et sports nautiques (pas de bateau à moteur). À 12 kilomètres, Châteaumeillant, le chef-lieu de canton, et son vin AOC (les rouges et rosés, dits gris), à 6 kilomètres, Vesdun, l'un des « centres de la France ».

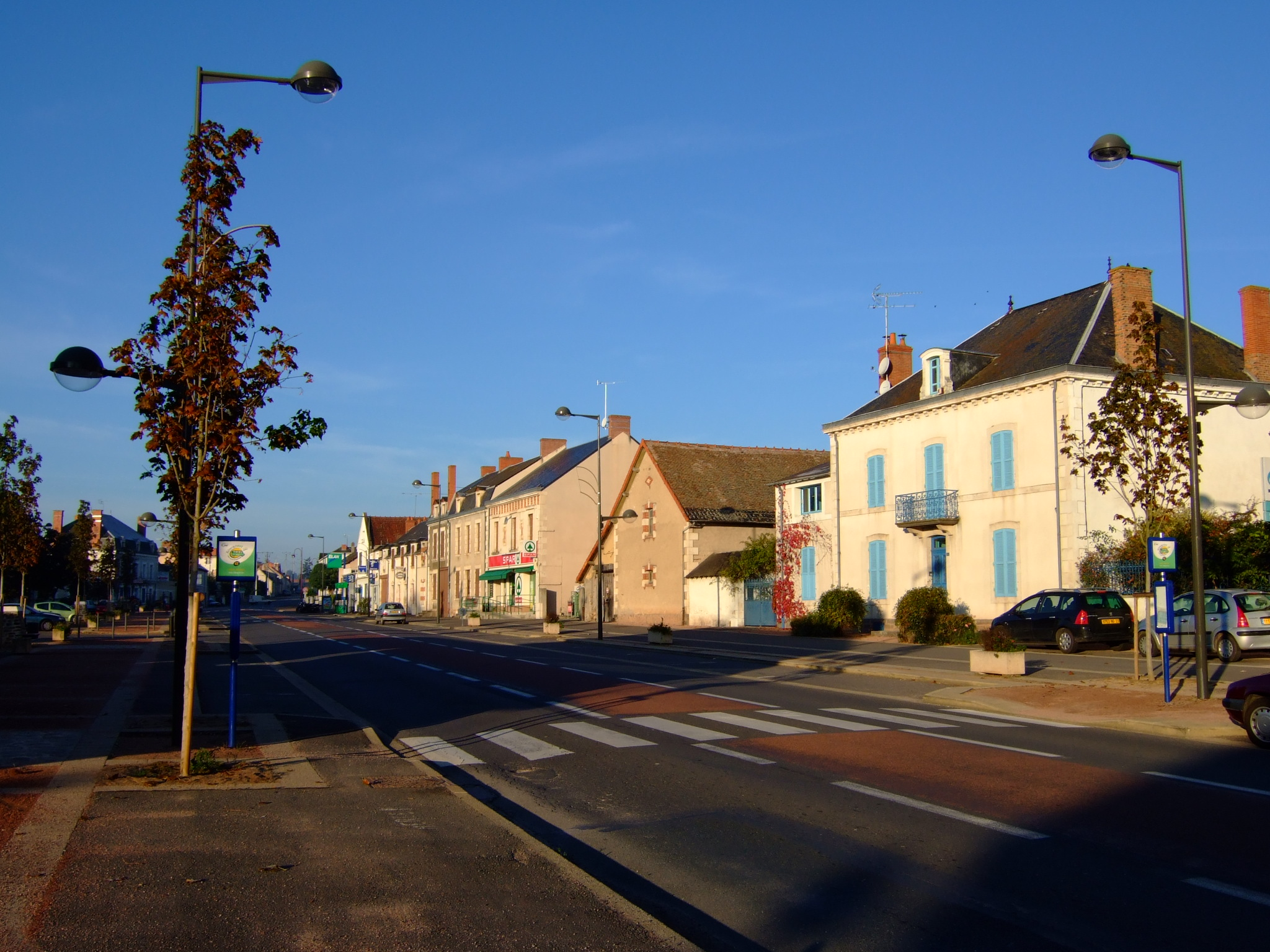
Rue du centre ville.
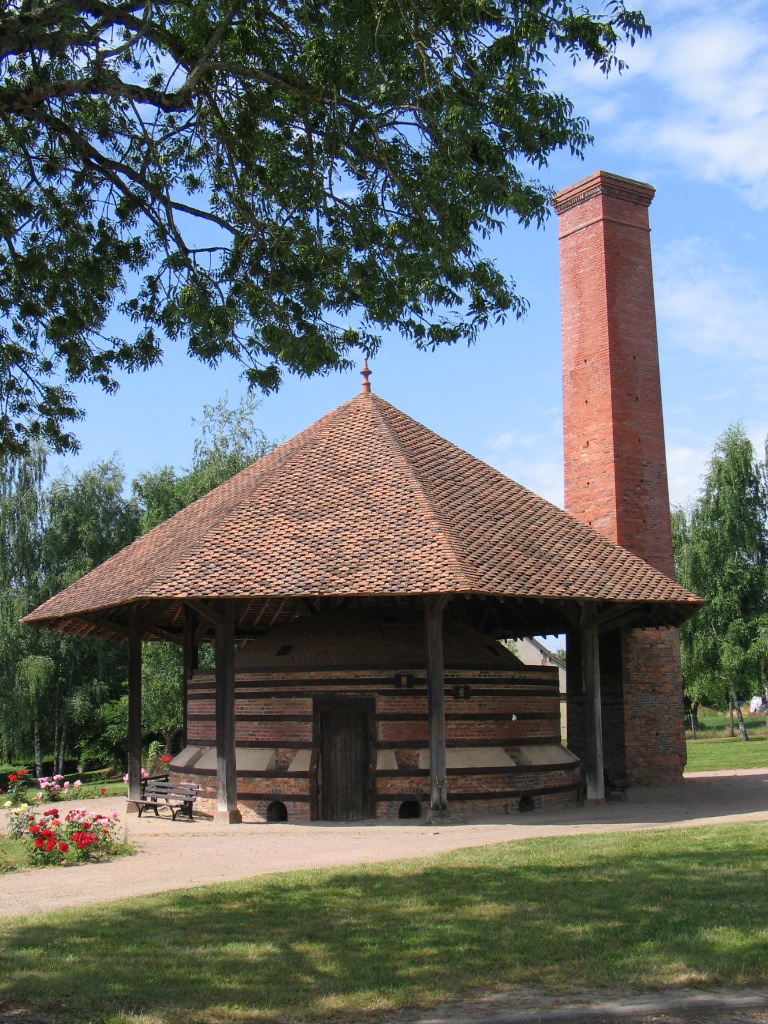
Ancienne tuilerie.
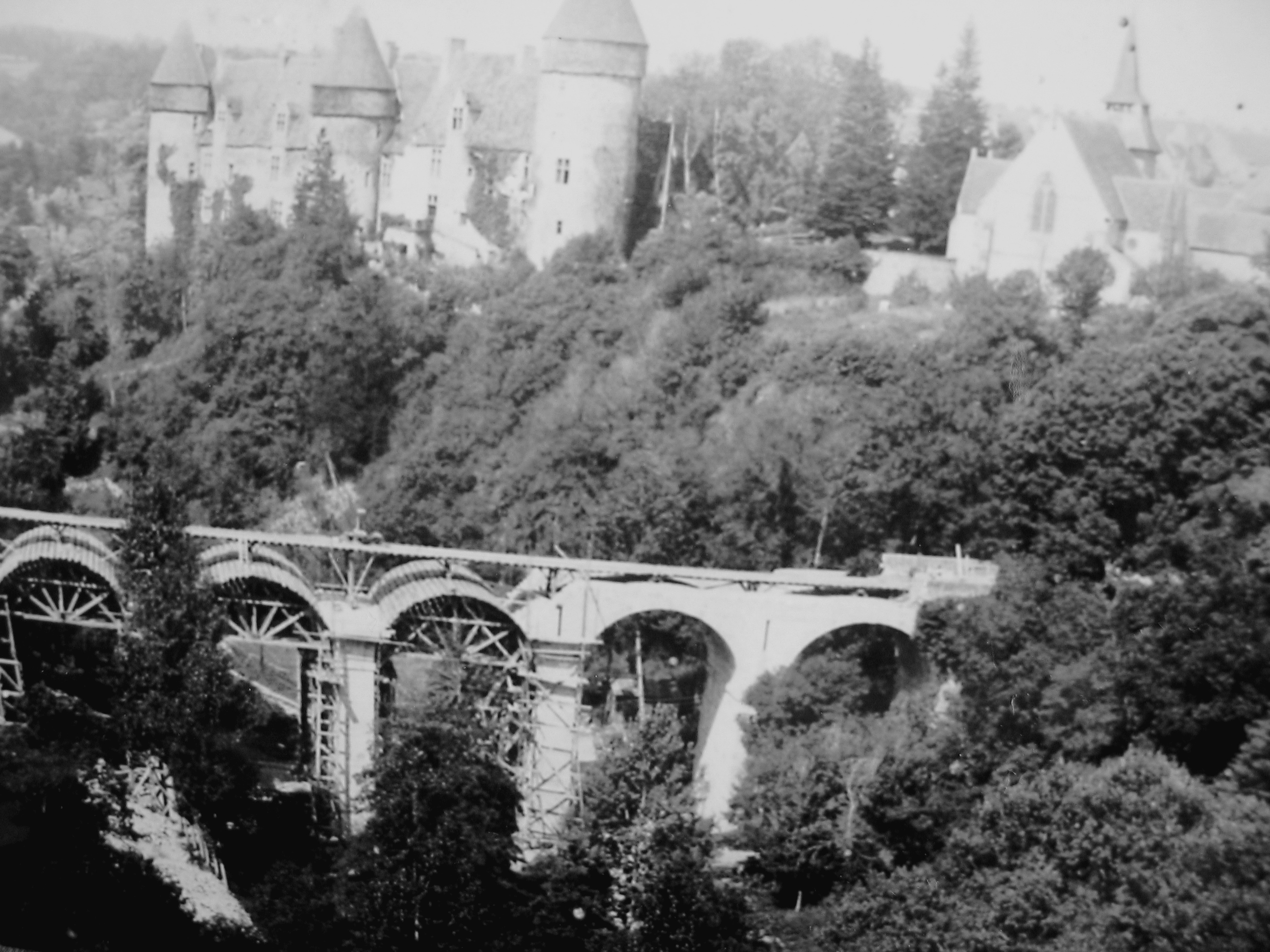
Pont en cours de reconstruction vers 1946.
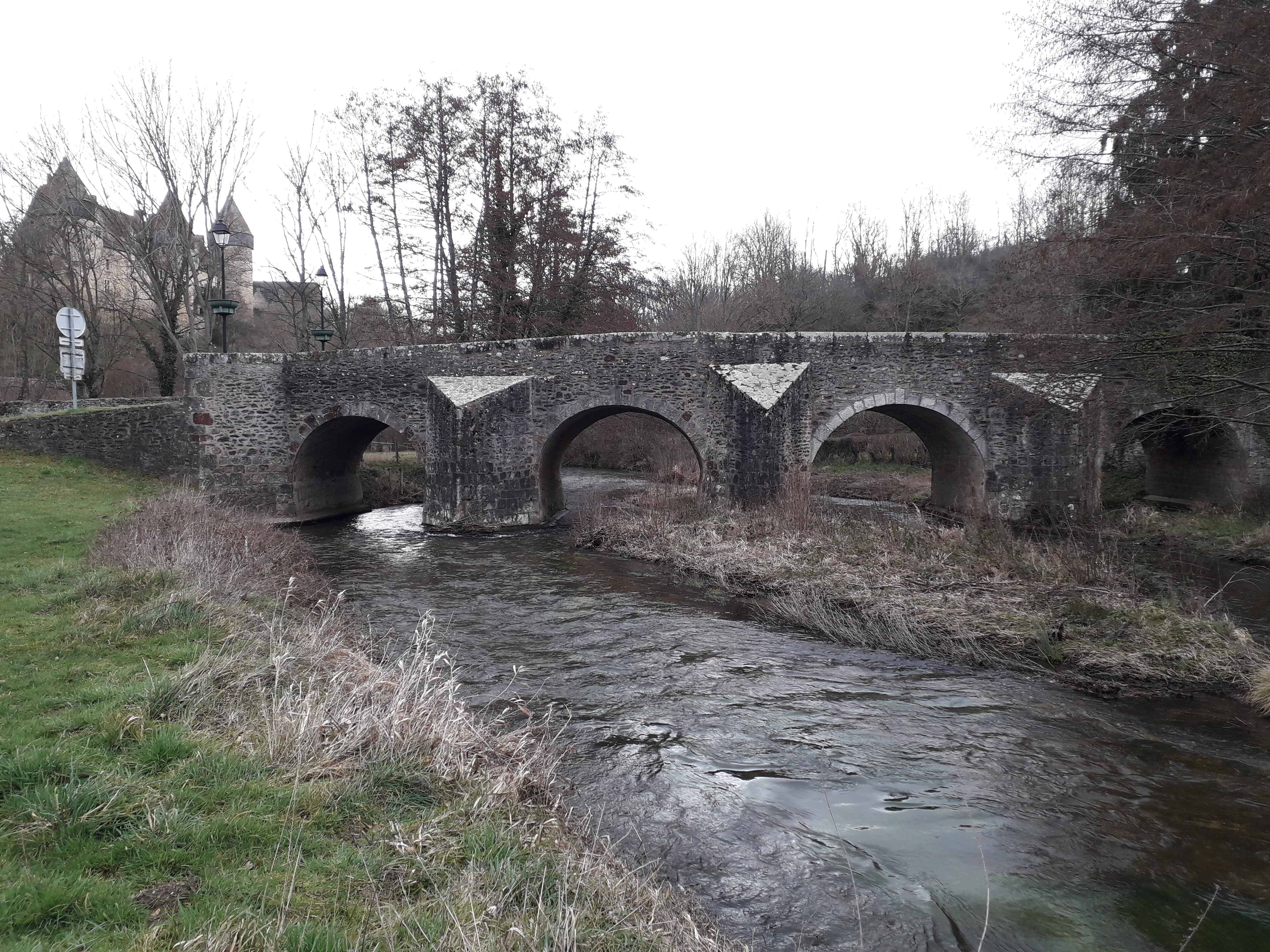
Le pont « romain » et le château en arrière-plan.

### Personnalités liées à la commune
- Louis de Culant, baron de Châteauneuf-sur-Cher, seigneur de Culan et d'Ainay-le-Vieil, amiral de France, compagnon de Jeanne d'Arc et du roi Charles VII. Nommé amiral de France en 1421, dépossédé de ce titre en 1437 après avoir été accusé de concussion. Louis de Culant était chargé du commandement en second de l'armée du roi lors du siège d'Orléans et participa à plusieurs batailles contre les Anglais. Il fut l'un des quatre « otages de la Sainte Ampoule » lors du sacre à Reims.
- François Maulmond (1772-1838), général des armées de la République et de l'Empire, né à Culan et décédé à Montargis.
- Philippe-Ernest Legrand (1866-1953), helléniste, membre de l'Institut, mort à Culan où il s'était retiré.
- Maurice Estève (1904 - 2001), artiste-peintre autodidacte. Homme discret, il partageait son temps entre Paris et Culan, où il est né et décédé. Il passe son enfance à Culan : [j'ai] « jusqu'à l'âge de quatorze ans, […] été élevé à Culan par mes grands parents qui étaient des paysans illettrés mais auxquels ne faisaient défaut ni la sensibilité, ni l'intelligence. Je faisais la lecture à ma grand-mère qui avait conscience de l'existence d'un univers auquel elle n'avait pas accès. »
- Marc Flament (1929 - 1991), militaire, photographe de guerre, auteur de romans historiques et pour la jeunesse, propriétaire du château de Culan de janvier 1988 jusqu'à sa mort.

### Héraldique
| Blason de Culan | Blason  | D’azur semé de molettes d’or, au lion du même surmonté d’un lambel d’or.        |
| Blason de Culan | Détails | Armoiries des barons de Culan. Le statut officiel du blason reste à déterminer. |

### Anecdotes
Culan se trouve sur la tracé de la Méridienne verte, un projet imaginé pour fêter l'an 2000 par l'architecte Paul Chemetov : des arbres ont été plantés sur le tracé du méridien de Paris (axe Dunkerque - Prats-de-Mollo dans les Pyrénées-Orientales).